# Wendy Carlosová
Wendy Carlosová (rodným jménem Walter Carlos, * 14. listopadu 1939 Pawtucket, Rhode Island) je americká hudební skladatelka, klávesistka, producentka a jedna z osobností rané elektronické hudby. Složila a nahrála hudbu ke  Kubrickovým filmům Mechanický pomeranč (1971) a Osvícení (1980) a k filmu Tron (1982). Za album Switched-On Bach, které vyšlo v roce 1968 a vzbudilo široký zájem o hudbu tvořenou syntezátory, získala tři ceny Grammy a platinovou desku.

## Vzdělání
Narodila se a vyrůstala ve městě Pawtucket ve státě Rhode Island. V šesti letech se začala učit hrát na klavír a v deseti složila první vlastní hudbu. Ve věku 14 let vyhrála stipendium společnosti Westinghouse za sestavení počítače. V letech 1958–1962 studovala hudbu a fyziku na Brownově univerzitě v Providence a v roce 1965 získala magisterský titul na newyorské Kolumbijské univerzitě v oboru hudební skladba.

## Hudební kariéra
Na škole spolupracovala v rámci Centra pro počítačovou hudbu (Computer Music Center) s průkopníky elektronické hudby Vladimirem Ussachevskym a Otto Lueningem. Do roku 1968 pracovala jako zvuková inženýrka v nahrávacím studiu. V roce 1964 se na veletrhu Audio Engineering Society seznámila s vynálezcem Robertem Moogem, se kterým začala spolupracovat na vývoji jeho syntezátoru a na jednom z nich pak začala nahrávat zvukové efekty a znělky. Postupně si zařízeními značky Moog vybavila domácí nahrávací studio v New Yorku, které sdílela s producentkou Rachel Elkindovou.

### Switched-On Bach
V říjnu 1968 vydala u Columbia Records debutové album Switched-On Bach sestávající ze skladeb Johanna Sebastiana Bacha, konkrétně z Braniborského koncertu č. 3 G-Dur, zahraného na syntezátor značky Moog. Ten byl monofonní, vydržel naladěný pouze krátce a práce na něm vyžadovala vysokou elektrotechnickou zdatnost. Nahrávání a vrstvení jednotlivých nástrojů byl proto zdlouhavý proces trvající přes pět měsíců. Album mělo nečekaný úspěch mezi veřejností i kritiky a vzbudilo zájem o elektronickou hudbu. Podle Mooga dokázalo, že syntezátory mají uplatnění mimo okruh nadšenců. Odborový svaz hráčů na hudební nástroje American Federation of Musicians se dokonce obával, že syntezátory hudebníky nahradí. K srpnu 1969 se prodalo 500 000 (zlatá deska) nosičů a na podzim 1986 překročily prodeje jeden milion (platinová deska). V roce 1970 album vyhrálo cenu Grammy v kategoriích album roku (klasická hudba), nejlépe nahrané album (klasická hudba) a nejlepší sólový výkon (klasická hudba).

### Filmová hudba
Po úspěchu alba Switched-On Bach složila či zaranžovala a nahrála několik skladeb pro soundtrack k Mechanickému pomeranči (1971) Stanleyho Kubricka. Úvodní znělkou filmu je skladba Music for the Funeral of Queen Mary od Henryho Purcella zahraná na syntezátor. Protagonista filmu má nejdříve zálibu a nakonec averzi ke klasické hudbě, dvě z dalších užitých skladeb jsou aranžmá Beethovena. Skladba March from A Clockwork Orange (Óda na radost) obsahuje jedno z prvních hudebních využití vocoderu. V roce 1972 vydala A Clockwork Orange: Walter Carlos's Complete Original Score, obsahující plnou verzi Timesteps a několik skladeb, které nebyly ve filmu použity ani nevyšly na soundtracku. Ve spolupráci s Elkindovou nahrála hudbu také k dalšímu Kubrickovu filmu Osvícení (1980), ve finální verzi filmu je ale kromě úvodní znělky Dies irae použito minimum jejich materiálu, což se měly dozvědět až po jeho premiéře. Na oficiálním soundtracku vyšly dvě z jejich skladeb, na kompilačních albech napříč její tvorbou z roku 2005 vyšlo přes třicet dosud nevydaných skladeb. V roce 1980 začala pracovat na hudbě ke sci-fi filmu Tron (1982). Kromě analogových a digitálních syntezátorů skladby zapojují také Londýnský filharmonický orchestr, varhany v Royal Albert Hall a sbor Kalifornské univerzity v Los Angeles.
V roce 1986 vydala pod nezávislým labelem Audion Records album Beauty in the Beast, na kterém experimentovala s didymickým laděním, stupnicí z balijské hudby a vytvořila čtyři vlastní mikrotonální ladění: harmonické, alfa, beta a gama.

## Genderová identita
Podle vlastních slov si v raném věku uvědomila, že se necítí jako chlapec. V roce 1967 začala docházet k sexuologovi Harrymu Benjaminovi, průkopníkovi genderově afirmativní péče a autorovi významné práce na téma transgender osob The Transsexual Phenomenon (1966), a v roce 1968 v jeho péči začala s hormonální terapií. V roce 1972 podstoupila operativní změnu pohlaví. Její alba, v obavách z nepřijetí její identity a kvůli marketingu, vycházela nadále pod rodným jménem Walter Carlos a při veřejných vystoupeních nosila mužský oděv, krátkou paruku a nalepené kotlety. Veřejným coming outem jako trans žena prošla v roce 1979, jako jedna z prvních známých osobností.
Na začátku 21. století se stáhla dále do ústraní a její hudba není, s výjimkou několika skladeb, dostupná na internetu a fyzické nosiče jsou špatně k dostání. V roce 2020 vyšla její biografie, od které se distancovala a na svých webových stránkách ji označila fikci.

## Diskografie

### Studiová alba
- Switched-On Bach (1968)
- The Well-Tempered Synthesizer (1969)
- Sonic Seasonings (1972)
- Walter Carlos's Clockwork Orange (1972, znovu vydáno v roce 1998 jako A Clockwork Orange: Wendy Carlos's Complete Original Score)
- Switched-On Bach II (1973)
- By Request (1975)
- Switched-On Brandenburgs (1980)
- Digital Moonscapes (1984)
- Beauty in the Beast (1986)
- Secrets of Synthesis (1987)
- Peter & the Wolf (1988, Péťa a vlk Sergeje Prokofjeva, mluvené slovo nahrál Weird Al Yankovic[2])
- Switched-On Bach 2000 (1992)
- Tales of Heaven and Hell (1998)

### Soundtracky
- A Clockwork Orange (1971)
- The Shining (1980)
- Tron (1982)
- Rediscovering Lost Scores, Volume 1 (2005, kompilace nepoužité či nevydané hudby k filmům Mechanický pomeranč, Osvícení a několika filmům UNICEFu)
- Rediscovering Lost Scores, Volume 2 (2005, kompilace nepoužité či nevydané hudby k filmům Osvícení, Tron, Zlomek sekundy, Woundings a dvě dema pro Dolby Laboratories)